# Голосеево (историческая местность)
1. перенаправление Голосеев (историческая местность)